# Travis Davis
Pour les articles homonymes, voir Davis.
Travis Davis est un acteur, réalisateur et producteur américain né le 23 octobre 1968 à Oklahoma City , Oklahoma (États-Unis) et mort le 12 octobre 2009 à Los Angeles des suites d'un cancer.

## Filmographie

### comme acteur
- 1986 : The George McKenna Story (TV) : Howard Smith
- 1995 : Seulement par amour (en) (In the Name of Love: A Texas Tragedy) (TV) : Terry Buffet
- 1996 : Space Marines (en) de John Weidner : Communications officer
- 1997 : Goodfriends de Fredrick Wolcott : Bob
- 2001 : Best of Late Night TV (série TV) : Sketch Performer / Host
- 2002 : Slackers de Dewey Nicks (en) : Airborne Express Driver
- 2002 : The Expiration Date de David J. Bernstein : Jeff Johnson
- 1998 : La Famille Delajungle ("The Wild Thornberrys") (série TV) : Various Voices (2002)
- 2004 : Boy-Next-Door : Calvin

### comme réalisateur
- 2004 : Boy-Next-Door

### comme producteur
- 2004 : Boy-Next-Door